# Zygophlebia cornuta
Zygophlebia cornuta är en stensöteväxtart som först beskrevs av David Bruce Lellinger, och fick sitt nu gällande namn av Luther Earl Bishop. Zygophlebia cornuta ingår i släktet Zygophlebia och familjen Polypodiaceae. Inga underarter finns listade.